# Jama (Novo Mesto, Slovenija)
Jama je naselje u slovenskoj Općini Novom Mestu. Jama se nalazi u pokrajini Dolenjskoj i statističkoj regiji Jugoistočnoj Sloveniji. 

## Stanovništvo
Prema popisu stanovništva iz 2002. godine naselje je imalo 20 stanovnika.